# Cmentarz parafialny w Goźlicach

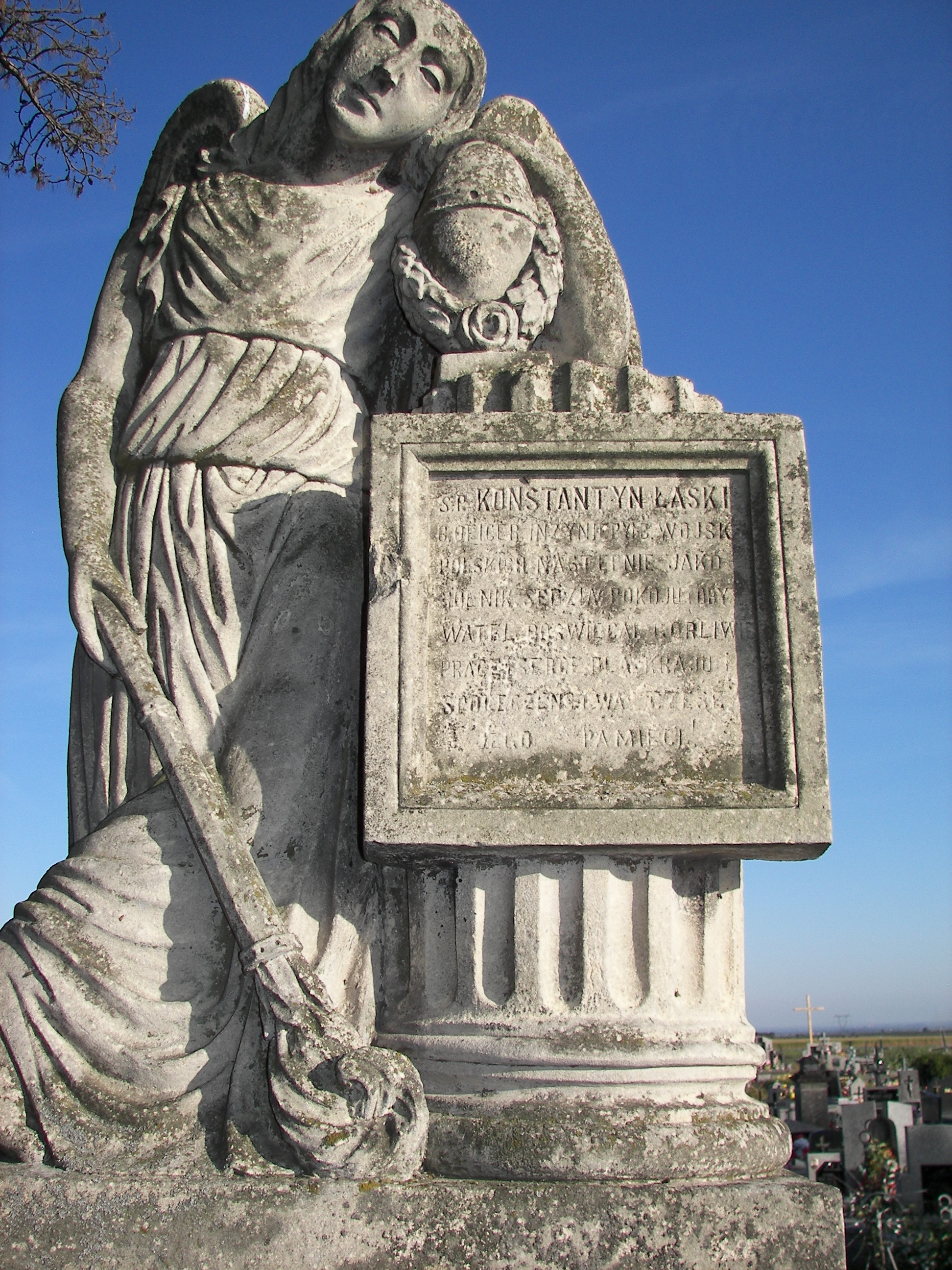
Nagrobek Konstantyna Łaskiego na cmentarzu parafialnym w Goźlicach

Cmentarz parafialny w Goźlicach – zabytkowy cmentarz położony w Goźlicach (gm. Klimontów), w powiecie sandomierskim.
Nekropolia została założona w 1811 roku, a w roku 1842 na polecenie hrabiny Marii Ledóchowskiej powiększono ją i otoczono murem. Na cmentarzu zachowało się ok. 50 zabytkowych nagrobków, często jeszcze z XIX wieku. Od 2012 roku, z inicjatywy Stowarzyszenia „Nasze dziedzictwo Ossolin”, w dniu Wszystkich Świętych prowadzona jest kwesta na rzecz ratowania pomników nagrobnych na goźlickim cmentarzu.
Cmentarz został wpisany do rejestru zabytków nieruchomych (nr rej.: A.673 z 17.06.1988).
Obok znajduje się niewielki cmentarz wojenny.

## Pochowani na cmentarzu w Goźlicach
- Augusta z Podhorodeńskich Leszczyńska (1834–1914), matka Zygmunta Leszczyńskiego, wicemarszałka Senatu III kadencji
- Jerzy Jan Ossoliński (1850–1912, ostatni z Ossolińskich właściciel Ossolina
- ks. Franciszek Salezy Gottner (zm. 1864), ostatni kapelan Kaplicy Betlejemskiej w Ossolinie
- Stanisław Krzesimowski (1787–1865), generał powstania styczniowego (domniemane miejsce pochówku)